# Lirowce
Lirowce (Callionymoidei) – podrząd ryb z rzędu okoniokształtnych (Perciformes).

## Występowanie
Zasiedlają strefy przybrzeżne wszystkich oceanów stref tropikalnych, subtropikalnych i umiarkowanych.

## Charakterystyka
Ciało nagie z dwiema płetwami grzbietowymi. Szerokie płetwy piersiowe pozwalają im na pewniejsze poruszanie się po dnie z niskim stanem wód. Głowa stosunkowo mała, nieco spłaszczona. Dorastają do ok. 40 cm długości. Za pożywienie służą im denne bezkręgowce.

## Klasyfikacja
Rodziny zaliczane do tego podrzędu:
- Callionymidae – lirowate
- Draconettidae – drakonetowate